# Robert Arbuthnot
Robert Arbuthnot, 4e baronnet, né le 23 mars 1864 à Alderminster dans le Warwickshire et mort en mer le 31 mai 1916, est un officier de marine britannique ayant servi au cours de la Première Guerre mondiale. Il fut tué à la bataille du Jutland lorsque l'escadre de croiseurs qu'il commandait fut prise sous un feu nourri après une attaque audacieuse mais mal inspirée contre la flotte allemande.

## Biographie

### Carrière dans la marine
Robert Keith Arbuthnot naquit le 23 mars 1864 à Alderminster, dans le Warwickshire. Il était le fils aîné de William Wedderburn Arbuthnot, 3e baronnet, major au 18e régiment de hussards, et d'Alice Margaret. Il intégra le corps des cadets sur le navire-école Britannia en juin 1877, terminant 42e sur 46 à l'examen d'entrée. Il fut ensuite successivement promu lieutenant de vaisseau le 30 août 1885, Commander (l'équivalent de capitaine de frégate) le 1er janvier 1897 et capitaine le 26 juin 1902.
Parallèlement à son ascension dans la hiérarchie militaire, Arbuthnot se forgea rapidement une réputation de chef inflexible, dévoué à sa tâche mais obsédé par les détails ; les historiens Steel et Hart soulignent ainsi sa passion pour « le plus haut degré de discipline autoritaire, appliqué de façon impitoyable ». Son zèle détonnait au sein d'une Royal Navy pourtant soumise à des critères de discipline stricts : en 1900, alors qu'il servait comme officier à bord du cuirassé Royal Sovereign, Arbuthnot rédigea un manuel intitulé A Battleship Commander's Order Book contenant 300 pages d'instructions détaillées à l'attention de son équipage, là où les capitaines de vaisseau se contentaient généralement d'ajouter quelques pages d'indications spécifiques en complément des King's Regulations, le manuel de procédure habituel. Si le livre constitue un témoignage précieux sur la vie quotidienne à bord d'un cuirassé de l'époque, il contribua à faire de son auteur la risée de ses contemporains, à tel point qu'Arbuthnot aurait demandé à retirer toute trace de cet épisode dans sa notice biographique du Who's Who in the Navy.
En dehors de son goût pour la discipline, il accordait beaucoup d'importance à l'entretien de sa santé physique et morale, passant chaque jour plusieurs heures à effectuer des exercices sur le pont, sous la pluie ou par beau temps, assistant aux offices religieux quotidiens et sermonnant son équipage sur la vertu chrétienne. Bien qu'admiré de façon un peu incrédule par ses supérieurs et respecté par ses subordonnés, sa nature emportée le fit parfois considérer comme un fanatique ; l'historien de la marine Andrew Gordon écrit ainsi qu'il était « fou, sinon dans le sens clinique, du moins dans le sens familier du terme ». Un article de la Naval Review de 1935 souligne qu'« il ne fut jamais vraiment populaire auprès de ses hommes. Toujours respecté, souvent craint, il suscitait beaucoup d'aversion ».
En novembre 1901, Arbuthnot fut grièvement blessé à bord du Royal Sovereign lorsqu'un canon de 152 mm faisant l'objet d'un entretien en prévision de l'anniversaire du roi explosa, tuant six hommes. Il devint membre de 4e classe de l'ordre royal de Victoria à l'occasion de la venue du roi George V à Portsmouth le 22 février 1904. Il fut nommé par la suite aide de camp naval auprès du roi en remplacement de Bernard Currey le 2 mars 1911, avant d'être promu contre-amiral le 13 juillet 1912.

### Service au début de la Première Guerre mondiale
Durant la Première Guerre mondiale, qui éclata en 1914, le comportement rigide et doctrinaire d'Arbuthnot se répercuta de manière préjudiciable sur son style de commandement. Lors du raid allemand sur Scarborough au mois de décembre, il laissa ainsi échapper un groupe de croiseurs légers et de destroyers allemands, prétextant n'avoir pas reçu d'ordre officiel de la part de son supérieur, le vice-amiral Warrender, pour ouvrir le feu. Le capitaine Frederic Charles Dreyer, du HMS Orion, fit pointer les canons de 330 mm de son cuirassé sur la flotte ennemie et déclara par la suite avoir demandé à plusieurs reprises l'autorisation de faire feu. Même si la bataille était déjà engagée depuis plusieurs heures, Arbuthnot refusa d'y consentir sans ordre formel de Warrender via un lever de drapeau. Quand Warrender, à bord du HMS King George V, réalisa la cause de la passivité d'Arbuthnot et fit hisser le signal tant attendu, les navires allemands étaient hors d'atteinte.
Arbuthnot prit le commandement de la 1re escadre de croiseurs en janvier 1915, avec pour navire amiral le vieux croiseur cuirassé HMS Defence. L'amiral John Jellicoe, commandant la Grand Fleet, avait cerné les défauts de son subordonné : « Arbuthnot est l'un des meilleurs gars au monde, mais il ne sait pas diriger une escadre. Ses prétentions sont trop hautes et il ne peut pas laisser les gens seuls ». Il reconnaissait cependant qu'« il serait précieux en cas d'affrontement. J'ai de lui la plus haute opinion ».

### Bataille du Jutland
Lors de la bataille du Jutland, le 31 mai 1916, le contre-amiral Horace Hood, commandant la 3e escadre de croiseurs de bataille, engagea brièvement les croiseurs légers du IIe groupe de reconnaissance allemand, endommageant plusieurs d'entre eux alors que ces derniers filaient en tête de la Hochseeflotte à la rencontre des Britanniques, dans une véritable « course au nord ». Arbuthnot, qui avait assisté à l'affrontement, décida sur un coup de tête de se rapprocher des navires allemands et de les engager à courte portée pour les empêcher de fuir. Il lança donc son escadre dans le combat, coupant littéralement la route à la 1re escadre de croiseurs de bataille de l'amiral David Beatty. Au cours de la manœuvre, le Defence puis le HMS Warrior manquèrent d'éperonner le HMS Lion qui fut contraint de virer de bord pour éviter une collision. À ce moment, les croiseurs de bataille britanniques faisaient cap au nord tout en échangeant des tirs avec leurs homologues allemands, attirant ces derniers sur le corps principal de la Grand Fleet. La zone dans laquelle pénétra l'escadre d'Arbuthnot était martelée par les obus. Loin de soulager les autres navires britanniques, l'intervention de la 1re escadre gêna le Lion qui dut interrompre son tir. Le troisième croiseur de l'escadre, le HMS Duke of Edinburgh, ne put franchir la ligne formée par les croiseurs de bataille et resta en retrait, de même que le HMS Black Prince, trop éloigné.

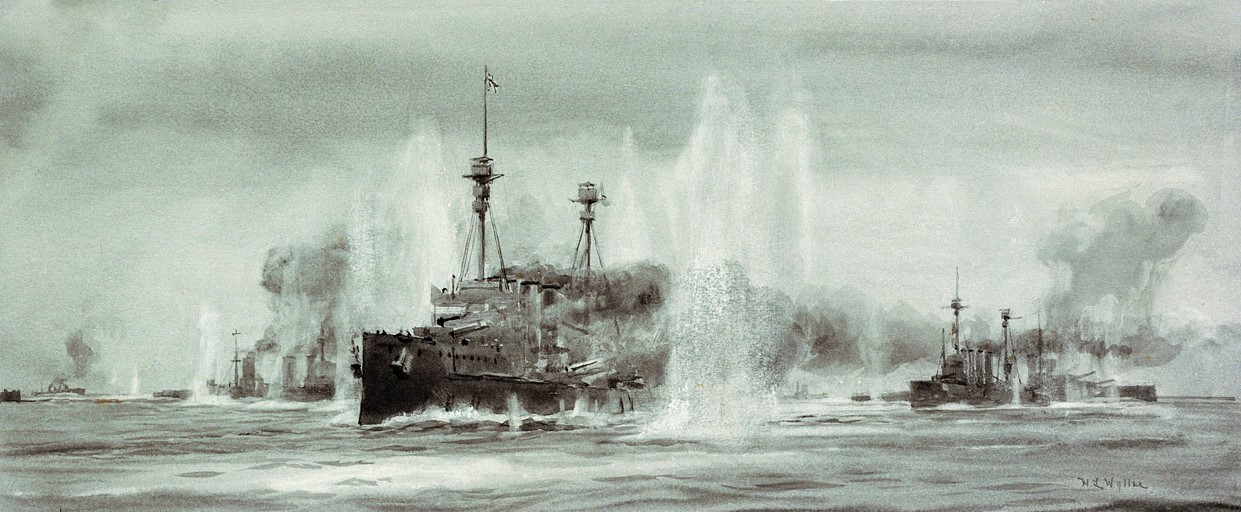
Les croiseurs cuirassés HMS Defence et HMS Warrior dépassant la ligne des croiseurs de bataille britanniques lors de la bataille du Jutland, le 31 mai 1916. Aquarelle de William Lionel Wyllie.

Arbuthnot avait semble-t-il l'intention de porter le coup de grâce au croiseur léger allemand SMS Wiesbaden, endommagé. Ce faisant, ses vaisseaux obsolètes et mal protégés se privèrent de l'appui feu des croiseurs de Beatty et constituèrent une cible de choix pour l'escadre allemande de l'amiral Hipper, composée de croiseurs de bataille modernes. Un lieutenant qui observait la manœuvre d'Arbuthnot depuis le HMS Malaya déclara par la suite : « lorsque je les ai vus pour la première fois, j'ai su qu'ils étaient condamnés ». En l'espace de quelques minutes, le Defence, canonné à bout portant par le SMS Lützow, fut détruit par l'explosion de ses magasins de munitions et sombra avec ses 903 hommes d'équipage.
Le caractère impétueux et excessivement zélé d'Arbuthnot fut vraisemblablement à l'origine de sa « course folle » contre les navires ennemis. Steel et Hart ont comparé Arbuthnot à « un bouledogue tenant fermement sa proie… comme si lui et elle seuls existaient. Il n'a pas pensé que sa fumée allait obscurcir la vue des croiseurs de bataille et des dreadnoughts, si importants ; ni que quelque chose pouvait se cacher là-bas, masqué par une visibilité exécrable. Il n'a pensé à rien, absolument rien, du moins autant qu'il est possible d'en juger désormais ». Arthur Marder explique aussi la précipitation d'Arbuthnot par sa propension quasi-religieuse à obéir aux ordres en vigueur au sein de la Grand Fleet, lesquels assignaient aux croiseurs la tâche de trouver et de rapporter la position du corps de bataille principal de l'ennemi. Walter Cowan, capitaine du croiseur de bataille HMS Princess Royal, en voyant les croiseurs britanniques s'approcher de l'escadre allemande, déclara avoir « parié à coup sûr » qu'il s'agissait d'Arbuthnot.
Il fut fait chevalier commandant de l'ordre du Bain à titre posthume le 15 septembre 1916. Son épouse, Lady Lina Arbuthnot, mourut des suites d'une longue maladie le 29 mai 1935 à Hindhead, laissant une fille, Anthony John Anson.

### Vie privée
Amateur de rugby, où il évoluait comme trois-quart-arrière, Arbuthnot fut capitaine de l'équipe du United Service Organizations et joua pour le comté de Hampshire. Il était également un champion de boxe confirmé et il n'était pas rare de le voir s'entraîner avec ses invités après le dîner. Un jour, il remit des gants à deux marins qui cherchaient à se venger d'une punition et parvint à les mettre K.O. tous les deux. Un autre fois, attaqué par surprise par trois de ses hommes alors qu'il se trouvait à terre, il en expédia deux à l'hôpital. Selon Andrew Gordon, Arbuthnot était « probablement le seul [amiral] que l'on pouvait apercevoir sur la plage arrière du navire amiral effectuer trois grands cercles successifs sur la barre horizontale ».

## Distinctions
- Ordre du Bain